# Climacteris melanurus
El corretroncos colinegro (Climacteris melanurus) es una especie de ave paseriforme de la familia Climacteridae propia del norte de Australia.

## Subespecies
Se reconocen dos subespecies:
- Climacteris melanurus melanurus
- Climacteris melanurus wellsi